# I Wanna Be The Guy
I Wanna Be the Guy (IWBTG) là một trò chơi platform phần mềm miễn phí được tạo bởi Michael "Kayin" O'Reilly cho Microsoft Windows bằng Multimedia Fusion 2. Được phát hành lần đầu vào ngày 5 tháng 10 năm 2007, trò chơi không còn được phát triển tích cực nữa, mặc dù mã nguồn của trò chơi được Kayin phát hành vào năm 2011  và một phiên bản sửa lại được phát hành vào năm 2020. IWBTG có các yếu tố nền tảng khó bất thường, thiết kế level không chính thống và sử dụng hiệu ứng âm thanh, nhân vật và âm nhạc từ nhiều trò chơi khác nhau.

## Lối chơi
Người chơi sẽ điều khiển một nhân vật có tên "The Kid". Cách điều khiển được giới hạn cho các hành động di chuyển trái / phải, nhảy, nhảy hai lần và bắn. IWBTG được tạo thành từ một số màn chơi được chia thành nhiều màn chơi nhỏ, phần lớn là các trò chơi của Nintendo Entertainment System, chẳng hạn như Tetris, Ghosts 'n Goblins, The Legend of Zelda, Castlevania, Kirby, Mega Man và Metroid. Vào cuối mỗi màn chơi, một con trùm sẽ xuất hiện, buộc người chơi phải đánh bại để hoàn thành. Bảy con trùm đầu tiên (Mike Tyson; Mecha Birdo; Dracula; Kraidgief, một parody của trục trặc nhân vật bảng-hack; Mẹ Brain; Bowser, Wart, và Tiến sĩ Wily lái chiếc Koopa Clown Kar; và sự kết hợp giữa các con Mecha Rồng từ Mega Man 2 và Yellow Devil từ Mega Man và Mega Man 3) được chuyển thể từ các trò chơi cổ điển, chủ yếu là các trò chơi đi cảnh, nhưng hành động và ngoại hình của chúng đã được sửa đổi và nâng cao cho IWBTG. Trùm cuối, cha của The Kid, là duy nhất của IWBTG. Trò chơi này nhại lại nhiều trò chơi video thời đại 8 bit và 16 bit, chẳng hạn như việc sử dụng thường xuyên các phân cảnh và hiệu ứng âm thanh từ trò chơi Mario Paint cuả Nintendo.
IWBTG nổi tiếng về độ khó của nó. Hầu hết các màn chơi được thiết kế đặc biệt để giết nhân vật của người chơi. Bên cạnh một loạt các mối nguy hiểm dễ nhận biết, chẳng hạn như gai và hố, cũng có nhiều mối đe dọa ít rõ ràng hơn, hầu hết trong số đó là tất cả nhưng không thể tránh được nếu không có kiến thức từ các lần thất bại trước đó hoặc thử và sai (chẳng hạn như các mảnh Tetris và  "Delicious fruit", có thể rơi xuống dưới, lên trên hoặc sang ngang). Kid luôn luôn chết với một lần trúng đòn duy nhất, lúc đó nhân vật nổ tung thành một đống máu. Mặc dù mỗi cái chết dẫn đến một kết cục "Trò chơi kết thúc", người chơi được phép thử vô hạn. Từ màn hình bắt đầu, có ba cấp độ khác nhau để chơi; cuối cùng đều dẫn đến cùng một màn hình dịch chuyển quay trở lại màn hình đầu tiên. Vì vậy, để hoàn thành trò chơi, sáu con trùm đầu tiên trong mỗi màn chơi phải bị tiêu diệt trước khi màn hình dịch chuyển cho phép người chơi tiếp cận khu vực cuối cùng.
Trò chơi có bốn cấp độ khó: "Trung bình", "Khó", "Rất khó" và "Bất khả thi", với mức "Khó" được coi là "độ khó bình thường". Sự khác biệt duy nhất giữa các cấp độ là số điểm lưu có sẵn trong suốt trò chơi, từ 62, 41, 22 đến không có. Ngoài ra, khi chơi ở cấp độ Trung bình, tóc của The Kid có một chiếc nơ màu hồng trong đó và bất kỳ điểm lưu nào dành riêng cho độ khó Trung bình đều được gắn nhãn "WUSS" thay vì "SAVE".

## Cốt truyện
Giống như nhiều trò chơi mà I Wanna Be the Guy nhại lại, cốt truyện của trò chơi rất đơn giản và không ảnh hưởng nhiều đến lối chơi. Người chơi điều khiển "The Kid", người có nhiệm vụ trở thành "The Guy". Toàn bộ cốt truyện được đưa ra trong một thông điệp trong đoạn danh đề mở đầu, một sự nhại lại các bản dịch tiếng Nhật dở tệ và Engrisk trong các trò chơi Nintendo Entertainment System đầu tiên.
Cuối cùng, The Kid đến gặp The Guy, tiết lộ rằng nhân vật không chỉ giết "Ông nội cũ của The Guy", mà còn là "Cha đẻ" của The Kid. Một trận chiến giữa hai người đã diễn ra và kết thúc với việc The Kid trở thành "The New Guy".

## Phát triển
Kayin mô tả trò chơi là "một bức thư tình đầy mỉa mai đến những ngày thanh bình của trò chơi điện tử Mỹ đầu tiên, được gói gọn như một cuộc phiêu lưu đi cảnh đầy khó khăn nhưng tuyệt đẹp trên từng ngón tay ". Nguồn cảm hứng đó đến từ một trò chơi Flash đầy thử thách của Nhật Bản trên 2channel  có tên The Big Adventure of Owata's Life (人生ｵﾜﾀ＼(^o^)／の大冒険 Jinsei Owata no Daibōken)tạm dịch: "Cuộc đại phiêu lưu trong cuộc đời của Owata" mà Kayin đã chơi và nghĩ rằng mình có thể vượt qua nhờ việc trò chơi đó không đầy đủ vào thời điểm đó.
Vào ngày 9 tháng 11 năm 2011, Kayin đã phát hành mã nguồn của trò chơi theo giấy phép phần mềm của riêng mình (cấm nội dung mới), để cộng đồng của trò chơi có thể tạo ra các bản sửa lỗi và vá lỗi.

## Kế thừa
"The Kid" là một nhân vật bí mật có thể mở khóa trong Super Meat Boy (2010).

### Phần kế tiếp
Hai tháng sau khi phát hành IWBTG, Kayin đã công bố phần tiền truyện có tựa đề I Wanna Save the Kids. IWSTK có "The Kid" hộ tống trẻ em trở về nhà của chúng. Trên đường đi, The Kid phải cứu những đứa trẻ này và chính mình khỏi những mối nguy hiểm khác nhau, cũng như đưa chúng lên các màn tiếp theo. Trò chơi gần giống với trò chơi máy tính cổ điển Lemmings, trong khi vẫn duy trì độ khó khét tiếng của IWBTG. Và trò chơi đã không còn được phát triển, mặc dù bản demo đã có sẵn.
Sau sự thành công của game thủ game đối kháng có tên là Ari "Floe" Weintraub phát trực tiếp playthroughs IWBTG của ông và nhiều fanmade spin-offs, Kayin đã công bố một phần spin-off của IWBTG trên 26 Tháng Sáu năm 2012 với tựa đề I Wanna Be the Guy: Gaiden. Được lên kế hoạch thành một loạt game dài phần, IWBTG:G có "The Lad" cố gắng tìm "The Kid" sau khi anh ta đến Guy-dom. Hành động đầu tiên được giới thiệu lần đầu tiên trong lần lặp lại năm 2012 của Giải EVO với sự tham gia của Floe.

### Bản làm lại
Vào ngày 22 tháng 12 năm 2020, một nhóm nhỏ người hâm mộ đã làm lại trò chơi bằng cách sử dụng công cụ tạo fangame của cộng đồng Yuuutu và Game Maker 8. Bản làm lại đã được chính Kayin thừa nhận, cho rằng đây là một "cách tốt nhất" và "một sự gói gọn hoàn hảo cho bất kỳ ai muốn chơi IWBTG, những người không thuộc một số loại như" nghiên cứu trò chơi một cách siêu cụ thể ". Bản làm lại nhằm mục đích làm cho trò chơi dễ truy cập hơn bằng cách loại bỏ các vấn đề về sự tương thích và sự cố thường xuyên được tạo ra khi chạy trò chơi gốc trong các phiên bản Microsoft Windows mới hơn.